# Masacre de Dinant

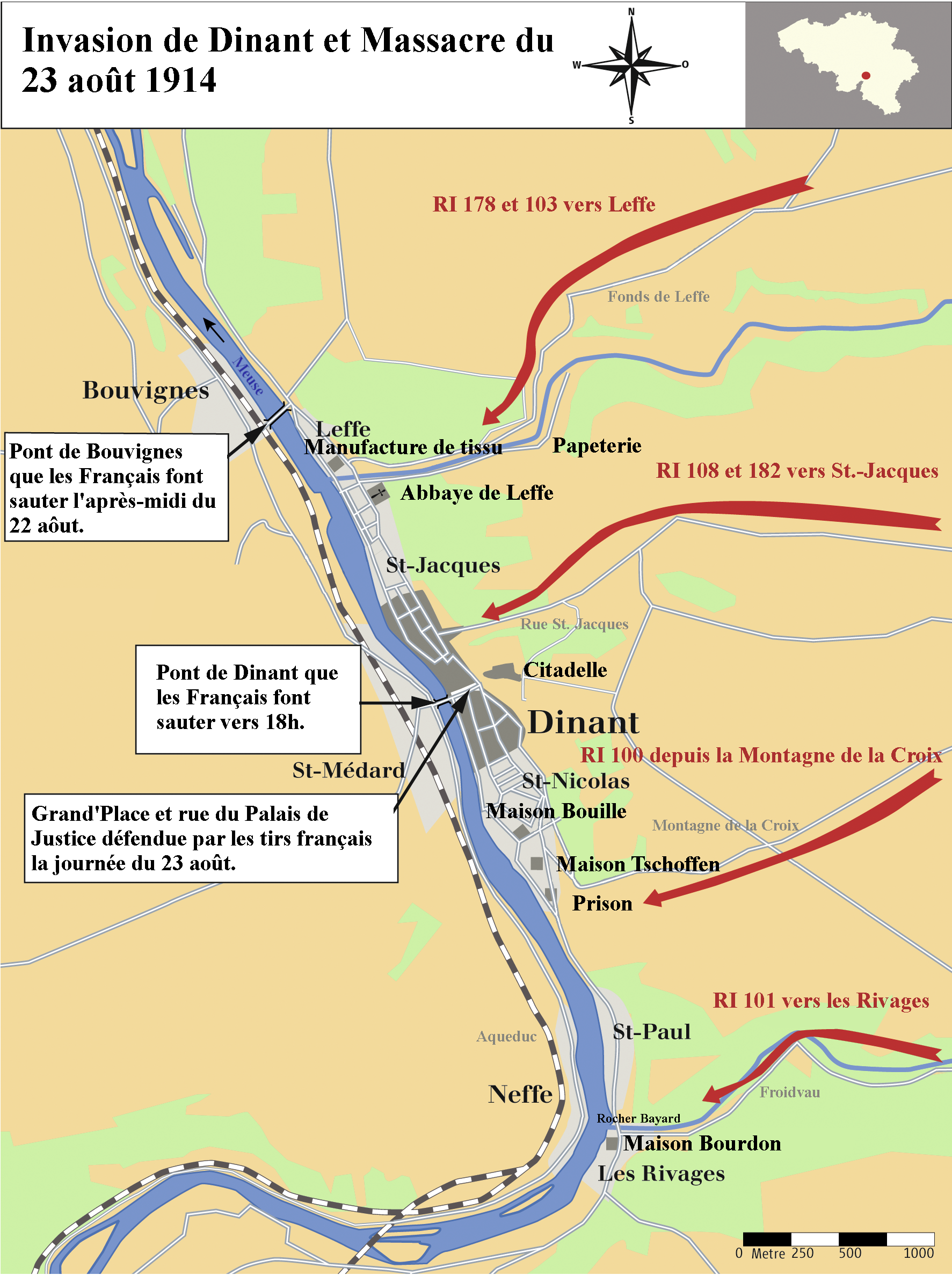
Mapa ilustrativo de la ofensiva sobre Dinant el 23 de agosto de 1914.

La masacre de Dinant fue perpetrada por Max Klemens von Hausen, comandante del Tercer Ejército Alemán, encargado de la invasión de Bélgica y Francia en agosto de 1914, siguiendo el Plan Schlieffen. El 15 de agosto, los Regimientos de Cazadores de Sajonia nos. 11, 12 y 13 intentan forzar el paso del Mosa en la ciudad de Dinant, siendo rechazados por la artillería del Quinto Ejército francés en la margen opuesta del río. Los franceses reconquistan la ciudad horas después, capturando algunas piezas de artillería alemanas. Entre el 16 y el 20 de agosto, los franceses se hacen fuertes en la margen izquierda del río, tomando la estación de ferrocarril y las principales fábricas. El contraataque alemán se limita al fuego de artillería de largo alcance. 
El 20 de agosto los Regimientos de infantería de Línea 103, 177, 178 y 182, el Regimiento de fusileros 108, los Regimientos de Granaderos 100 y 101 y los Batallones de Cazadores 11 y 12 marchan sobre la ciudad. Al día siguiente, comienzan el asalto a la ciudad por la margen derecha del río, incendiando la noche del 21 algunos edificios. El día 22 los alemanes han ocupado toda la margen derecha del río, iniciando la reconstrucción de los puentes sobre el Mosa.
La mañana del 23 de agosto, los ingenieros alemanes que intentan reconstruir los puentes son atacados por la artillería francesa y fuego de fusilería. Alegando que la población civil intenta atacar al ejército alemán, se ordena la retirada de la ciudad y comienza un bombardeo de artillería que dura varias horas. Tras el mismo, retornan los soldados alemanes que empiezan a fusilar en represalia a la población civil y saqueando la ciudad, provocando en total seiscientas dos víctimas ese mismo día. Entre el 21 y el 25 de agosto, seiscientos setenta y cuatro civiles murieron a manos del ejército alemán durante la toma de la ciudad.
Durante la guerra, el gobierno belga intenta sin éxito abrir varias comisiones de investigación internacionales con el fin de juzgar las violaciones del Derecho de Gentes cometidas por los ejércitos alemanes durante la invasión. Tras la guerra, una comisión del Reichstag dirigida por el profesor Meurer publica una memoria sobre La leyenda de los francotiradores de Dinant (1929) que intenta justificar las muertes de civiles de la ciudad. El alcalde de Dinant encarga su propia investigación a Dom Norbert Nieuwland y Maurice Tschoffen, que publican sus conclusiones ese mismo año, negando la existencia de civiles que combatiesen al ejército invasor.
En realidad, la ocupación de Dinant, como la de Lovaina, formaba parte de la estrategia alemana que trataba de asegurar la cooperación de la población civil belga por medio del miedo a las represalias.